# 1661 w polityce

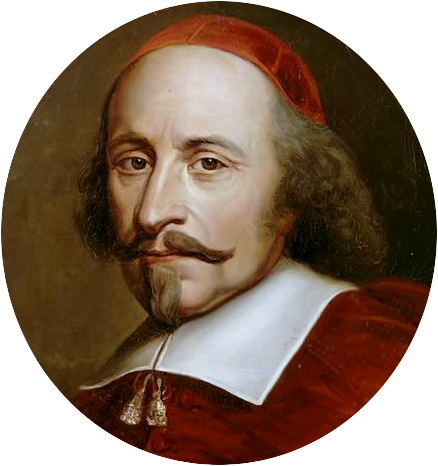
kardynał Jules Mazarin

Wydarzenia polityczne w 1661 roku.

## Wydarzenia
- 23 kwietnia – Karol II Stuart został koronowany na króla Anglii[1].

## Urodzili się
- 1 czerwca – Ludwik Bartłomiej Załuski, kardynał[2].

## Zmarli
- 9 marca Jules Mazarin, francuski kardynał[3].